# Fore

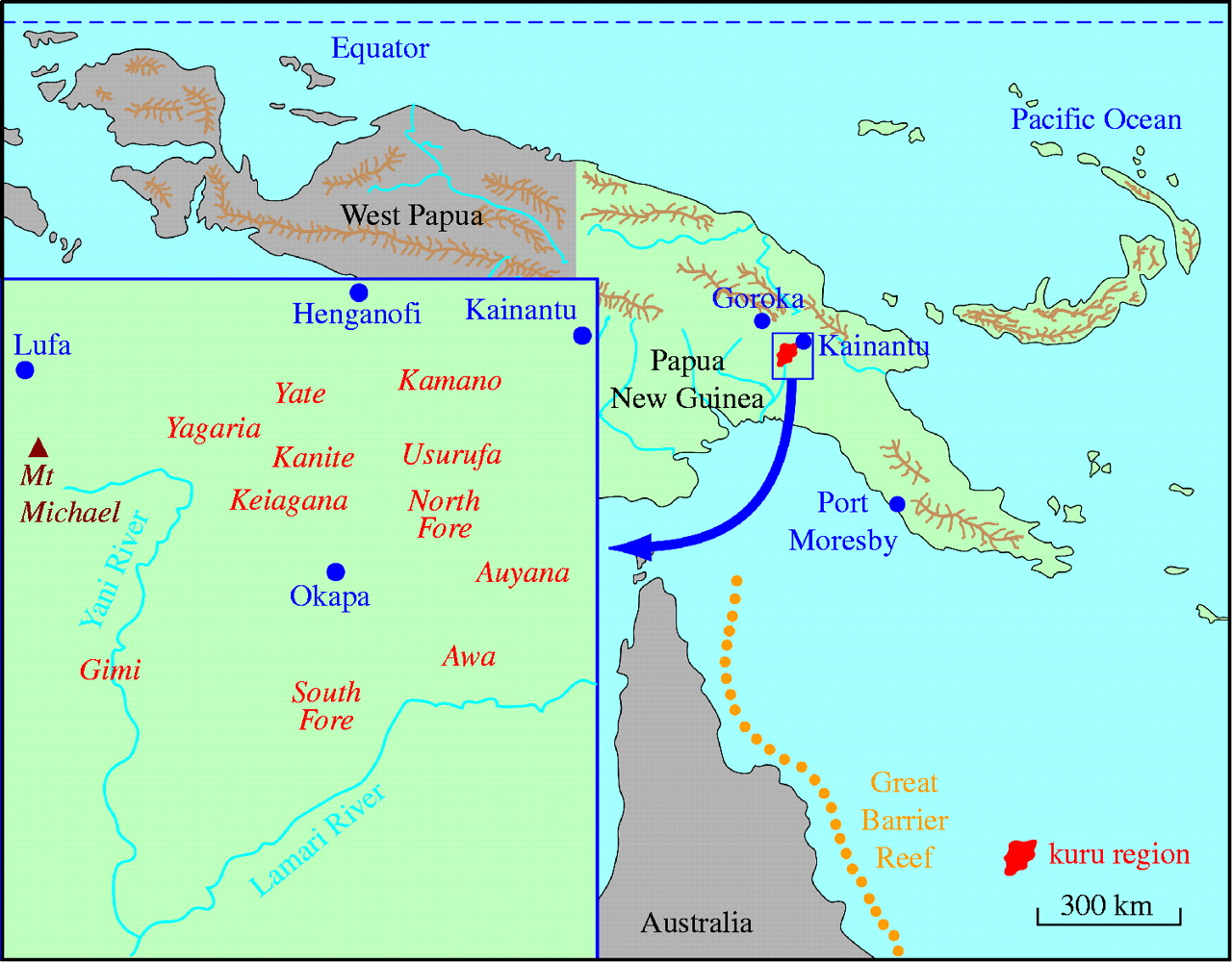
Obszar zamieszkały przez lud Fore

Fore – plemię zamieszkujące Góry Wschodnie w Papui-Nowej Gwinei. Do 1957 roku (według innych źródeł do 1959) jego członkowie byli kanibalami i rytualnie zjadali zmarłych członków swoich rodzin. Mózg, który – jak wykazano później – zawierał patogeny kuru (priony, zob. pasażowalne encefalopatie gąbczaste) udostępniano głównie kobietom. Po około dwudziestu latach inkubacji pojawiały się pierwsze objawy choroby. Występowanie kuru wśród młodych ludzi sugeruje, że kobiety dzieliły się rytualnym posiłkiem z dziećmi.